# جورج سميث (حكم كرة قدم)
جورج سميث (بالإنجليزية: George Smith)‏ (و. 1943 – 2019 م) هو حكم كرة قدم، ولاعب كرة قدم، ومدرب كرة قدم بريطاني، ولد في إدنبرة، توفي عن عمر يناهز 76 عاماً.

## روابط خارجية
- جورج سميث على موقع Soccerway.com (الإنجليزية)